# Hayashidonus
Hayashidonus is een geslacht van kreeftachtigen uit de klasse van de Malacostraca (hogere kreeftachtigen).

## Soort
- Hayashidonus japonicus (De Haan, 1844 [in De Haan, 1833-1850])